# Wasylów (gmina Telatyn)
Wasylów – wieś w Polsce położona w województwie lubelskim, w powiecie tomaszowskim, w gminie Telatyn.
| SIMC    | Nazwa           | Rodzaj    |
| ------- | --------------- | --------- |
| 0901884 | Kolonia Wasylów | część wsi |

W latach 1975–1998 miejscowość należała administracyjnie do województwa zamojskiego.
Wieś jest sołectwem w gminie Telatyn. Według Narodowego Spisu Powszechnego z roku 2011 wieś liczyła 197 mieszkańców
Wierni Kościoła rzymskokatolickiego należą (częściowo) do parafii Przemienienia Pańskiego w Nowosiółkach lub do parafii św. Stanisława w Wiszniowie.

## Ciekawostka
14 kwietnia 1900 r. urodziła się tutaj Nina Kucharczuk (później Nina Chruszczowa), długoletnia partnerka życiowa a później żona  sekretarza KPZR Nikity Chruszczowa.